# Sithon paluana
Sithon paluana är en fjärilsart som beskrevs av Otto Staudinger 1889. Sithon paluana ingår i släktet Sithon och familjen juvelvingar. Inga underarter finns listade i Catalogue of Life.